# ماسبيرو زمان
ماسبيرو زمان هي قناة حكومية مخصصة لإذاعة عرض تراث ماسبيرو القديم بالأبيض والأسود من مباريات وسهرات وأغنيات ودراما متنوعة وتبث لمدة 8 ساعات يوميا، القناة تابعة لـ شبكة تليفزيون النيل بـالتليفزيون المصري وتبث القناة على تردد 11843 أفقي 27500 على القمر المصري نايل سات
كانت القناة أعدت خريطة شاملة لمدة ثلاثة أشهر لإذاعتها على القناة ووعدت القناة جمهورها بأن المعروض لا يوجد منه نسخ بأي قناة أخرى بجانب وضعها لعلامة مائية على شاشتها حتى يكون لها الحق في مقاضاة من يسرق حقوق التليفزيون المصري بموجب الإتفاق الموقع مع جوجل لحماية تراث التليفزيون المصري على الإنترنت، يذكر أن قناة مشابهة وكانت تابعة للتليفزيون (قناة التليفزيون العربي) تم بثها في 2010 لإحياء تراث ماسبيرو في ذكرى الخمسين عام على افتتاح ماسبيرو إلى أن تم إغلاقها بعد فترة وجيزة.